# Tigre et Dragon (livre)
Tigre et Dragon, ou la Pentalogie de la Grue d'Acier (chinois : 鶴鐵系列, Hè Tiě Xì Liè), est l'œuvre principale de l'écrivain chinois Wang Dulu. Elle se compose de cinq livres couvrant trois générations et a été écrite entre 1938 et 1942. Elle a librement inspiré le film homonyme d'Ang Lee et sa suite, Tigre et Dragon 2 (Crouching Tiger, Hidden Dragon: Sword of Destiny).

## Version originale
La série originale se compose des livres suivants :
1. Hè Jīng Kūn Lún (鶴驚崑崙), littéralement La grue effraie Kunlun
2. Bǎo Jiàn Jīn Chāi (寶劍金釵), lit. Épée d'acier et épingle à cheveux dorée
3. Jiàn Qì Zhū Guāng (劍氣珠光), lit. Force de l'épée et brillance de la perle
4. Wò Hǔ Cáng Lóng (臥虎藏龍), lit. Tigre rampant et dragon caché, il s'agit du volume ayant précisément été adapté au cinéma
5. Tiě Jì Yín Píng (鐵騎銀瓶), lit. Chevalier d'acier et vase d'argent

## Version française
Les Éditions Calmann-Lévy ont débuté la traduction et l’adaptation de la série en langue française. En 2022, seuls les deux premiers livres originaux ont été publiés, pour un ensemble de quatre tomes dans l'adaptation française qui sont également publié en format poche par J'ai Lu pour les deux premiers tomes:
1. La Vengeance de Petite Grue, 2007
2. La Danse de la Grue et du Phénix, 2008
3. Li Mubai, l'épée précieuse, 2009
4. Yu Xiulian, l'épingle d'or, 2009

Les deux premiers tomes, constituant la première génération, correspondent donc au volume original La grue effraie Kunlun et les deux suivants, à Épée d'acier et épingle à cheveux dorée. La publication des volumes suivants n'est pas à l'ordre du jour.